# عدم المساواة الهيكلية في التعليم
يتم تعريف عدم المساواة الهيكلية على أنها الانحياز المتأصل داخل بنية المنظمات أو المؤسسات أو الحكومات أو الشبكات الاجتماعية. يحدث التفاوت الهيكلي عندما يحتوي نسيج المنظمات أو المؤسسات أو الحكومات أو الشبكات الاجتماعية على انحياز مدمج يوفر مزايا لبعض الأعضاء ويهمش أو ينتج عيوبًا للأعضاء الآخرين. قد يشمل ذلك حقوق الملكية أو المكانة أو عدم المساواة في الحصول على الرعاية الصحية والسكن والتعليم والموارد أو الفرص المادية أو المالية الأخرى. يُعتقد أن عدم المساواة الهيكلية جزء لا يتجزأ من ثقافة الولايات المتحدة بسبب تاريخ العبودية والقمع اللاحق للحقوق المدنية المتساوية لأعراق الأقليات. تم تشجيع عدم المساواة الهيكلية والحفاظ عليها في مجتمع الولايات المتحدة من خلال المؤسسات المهيكلة مثل نظام المدارس العامة بهدف الحفاظ على الهيكل الحالي للثروة، وفرص العمل، والمكانة الاجتماعية للأجناس عن طريق منع طلاب الأقليات من التحصيل العلمي العالي والتحصيل في المدرسة الثانوية والكليات وكذلك في القوى العاملة في البلاد.في محاولة لتحقيق المساواة في تخصيص تمويل الدولة، يقوم صانعو السياسات بتقييم عناصر التباين لتحديد معادلة التمويل في جميع أنحاء المناطق التعليمية.
يتعين على صانعي السياسة تحديد معادلة بناءً على إيرادات كل تلميذ وحاجة الطالب. تعتبر نظرية العرق الحرج جزءًا من الاضطهاد المستمر للأقليات في نظام المدارس العامة والقوى العاملة للشركات التي تحد من الأوساط الأكاديمية والوظيفية نجاح. يحافظ نظام المدارس العامة على عدم المساواة الهيكلية من خلال ممارسات مثل تتبع الطلاب، واختبارات التقييم الموحدة، والقوة التعليمية التي لا تمثل تنوع الجسم الطلابي.  انظر أيضًا عدم المساواة الاجتماعية والعنصرية والتمييز والاضطهاد . يحدث عدم المساواة الاجتماعية عندما لا يكون لبعض الفئات في المجتمع وضع اجتماعي متساو. تشمل جوانب الوضع الاجتماعي حقوق الملكية وحقوق التصويت وحرية التعبير وحرية التجمع والحصول على الرعاية الصحية والتعليم بالإضافة إلى العديد من السلع الاجتماعية الأخرى.

## التعليم: تقسيم الطلاب
التعليم هو أساس المساواة. في هيكلة المدارس على وجه التحديد، يعتقد بعض الباحثين أن مفهوم التقسيم يخلق تفاوتًا اجتماعيًا في توفير تعليم متساوٍ للطلاب. تبين أن المدارس لديها عملية تثقيفية فريدة من نوعها تساعد على نمذجة التصورات الذاتية ووجهات النظر العالمية. لا توفر المدارس التعليم فحسب، بل توفر أيضًا بيئة للطلاب للتطور إلى بالغين، وتشكل الوضع الاجتماعي والأدوار المستقبلية، وتحافظ على الهياكل الاجتماعية والتنظيمية للمجتمع. التقسيم هو مصطلح تعليمي يشير إلى المكان الذي سيوضع فيه الطلاب خلال سنوات دراستهم الثانوية. «اعتمادًا على كيفية فصل الطلاب الأوائل في هذه التقسيمات، تحدد صعوبة التغيير من تقسيم إلى آخر». (غروب، 2003، صفحة 202).
يصنف التقسيم أو الفرز الطلاب إلى مجموعات مختلفة بناءً على درجات الاختبار المعيارية. هذه المجموعات أو التقسيمات هي مهنية وعامة وأكاديمية. يحدد تصنيف الطلاب إلى مجموعات النتائج التعليمية والمهنية للمستقبل. يوازي الفرز الذي يحدث في النظام التعليمي الهياكل الاجتماعية والاقتصادية الهرمية في المجتمع. وبالتالي، يُنظر ويُتعامل مع الطلاب بشكل مختلف وفقًا لتقسيمهم الفردي. يحتوي كل تقسيم على منهج مصمم يهدف إلى تلبية الاحتياجات التعليمية، والاجتماعية الفريدة لكل مجموعة مصنفة. ونتيجة لذلك، تختلف المعلومات التي تُدرس وكذلك توقعات المعلمين بناءً على التقسيم ما يؤدي إلى خلق ثقافات مختلفة في الفصل الدراسي.

## الوصول إلى الكلية
ليس فقط الفصول التي يأخذها الطلاب، ولكن ثبت أن المدرسة التي يلتحقون بها لها تأثير على نجاحهم التعليمي وحراكهم الاجتماعي، وخاصة القدرة على التخرج من الكلية. مجرد التسجيل في مدرسة ذات وصول أقل إلى الموارد، أو في منطقة بها نسبة عالية من الأقليات العرقية، يقل احتمال وصول المرء إلى الكليات المرموقة ذات الأربع سنوات. على سبيل المثال: هناك عدد أقل من الطلاب الجامعيين الجدد في السنة الأولى في نظام جامعة كاليفورنيا، الذين تخرجوا من مدراس يُشكل فيها غالبية السكان أقليات عرقية ممثلة تمثيلًا ناقصًا. يشكل الطلاب من هذه المدارس 22.1% فقط من الطلاب الجامعيين الجدد داخل نظام جامعة كاليفورنيا، بينما يشكل الطلاب من مدارس الأغلبية البيضاء 65.3% من طلاب السنة الأولى الجدد. في المدارس الأكثر شهرة، مثل جامعة كاليفورنيا في بيركلي، يكون التقسيم أكثر وضوحًا. لم يكن سوى 15.2% من الطلاب الجامعيين الجدد في السنة الأولى الذين التحقوا بالجامعة ممن درسوا في مدارس تضم نسبة عالية من الأقليات الممثلة تمثيلًا ناقصًا.
من المحتمل أيضًا أن تكون قضايا عدم المساواة الهيكلية على خطأ بسبب الأعداد المنخفضة للطلاب من الخلفيات المحرومة من التخرج من الكلية. من بين جميع الشباب من ذوي الدخل المنخفض في الولايات المتحدة، يحصل 13% فقط على درجة البكالوريوس حين يبلغون 28 عامًا. الطلاب من الأقليات العرقية محرومين على نحو مماثل. من المحتمل أن يلتحق الطلاب الهسبان بالكلية بنسبة أقل من نصف الطلاب البيض، ويقل احتمال الطلاب السود بنسبة 25%. على الرغم من الاهتمام المتزايد والإصلاح التعليمي، فقد زادت هذه الفجوة في الثلاثين سنة الماضية.
تساهم التكاليف المطلوبة للالتحاق بالكلية أيضًا في عدم المساواة الهيكلية في التعليم. يعتمد نظام التعليم العالي في الولايات المتحدة على التمويل العام لدعم الجامعات. ومع ذلك، حتى مع التمويل العام، أعرب صانعو السياسات عن رغبتهم في أن تصبح الجامعات أقل اعتمادًا على التمويل الحكومي وأن تتنافس على مصادر أخرى للتمويل. يمكن أن تؤدي نتيجة ذلك إلى التأثير على العديد من الطلاب من خلفيات منخفضة الدخل من الالتحاق بالمؤسسات العليا بسبب عدم القدرة على الدفع للحضور. في دراسة عام 2013 من قبل المركز الوطني للإحصاءات التربوية، التحق 49% فقط من الطلاب من الأسر ذات الدخل المنخفض الذين تخرجوا من المدرسة الثانوية على الفور بالكلية. وبالمقارنة، كان معدل تسجيل الطلاب من العائلات ذات الدخل المرتفع بالجامعة 80%. وعلاوة على ذلك، في تقرير آخر لعام 2013، كان أكثر من 58% من الأسر المنخفضة الدخل من الأقليات. وفي الدراسة الاستقصائية التي دعمتها مؤسسة بيل ومليندا غيتس، اكتشف الباحثون أن 6 من كل 10 طلاب تركوا الدراسة بسبب عدم القدرة على تحمل تكاليف الحضور بأنفسهم دون مساعدة من أسرهم.